# George Banks
George Christopher Banks (Rillito, 9 ottobre 1972) è un ex cestista statunitense.

## Carriera
È stato selezionato dai Miami Heat al secondo giro del Draft NBA 1995 (46ª scelta assoluta).

## Palmarès
- All-USBL Second Team (1999)